# Arbeitsgemeinschaft Junger Autoren
Arbeitsgemeinschaften junger Autoren (AJA) bestanden in der DDR bis in die 1970er Jahre.

## Geschichte
Um 1948 wurde ein  Arbeitskreis junger Autoren (AJA) in Thüringen durch  Walther Victor und Franz Hammer gegründet.
Daraus entwickelten sich Arbeitsgemeinschaften junger Autoren innerhalb des Deutschen Schriftstellerverbandes in jedem Bezirk der DDR (die Bezirke Gera und Suhl hatten einen gemeinsamen Bezirksverband und eine gemeinsame AJA, und in Berlin bestanden zwei AJA).
Mitglied des Schriftstellerverbandes konnte werden, wer sich als Autor in der AJA profiliert und bewährt hatte.
Die Arbeit der AJA wurde von der Abteilung zur Förderung des Nachwuchses beim Zentralsekretariat des  Schriftstellerverbandes in Berlin angeleitet und organisiert. Die Nachwuchsabteilung entschied in Abstimmung mit der AJA-Leitung über die Gewährung von Stipendien, Freistellungen und über die Delegierung zum Studium an das  Literaturinstitut „Johannes R. Becher“ in Leipzig.
Übergeordnete Aspekte der literarischen Nachwuchsförderung oblagen der ehrenamtlich arbeitenden Nachwuchskommission des  Schriftstellerverbandes, die in der Regel vierteljährlich zusammentrat und in der die AJA-Leiter auch über Sitz und Stimme verfügten.
Die Arbeitsgemeinschaften junger Autoren wurden auf dem VII. Schriftstellerkongreß 1973 aufgelöst und 1974 durch Wiedereinführung der Kandidatur ersetzt.